# Aerobius dactylus
Aerobius dactylus — викопний вид тихоходів ряду Parachaela, що існував у пізній крейді (72 млн років тому). Виявлений у шматку бурштину, що знайдений у 1940 році на березі озера Сідар, розташованого неподалік від витоку річки Саскачеван, на південний схід від міста Де-Па в провінції Манітоба в Канаді, разом з описаним 1964 року викопним тихоходом Beorn leggi. Описаний лише 2024 року через погану збереженість та недоступність у 1960-х роках сканувальних методів високої роздільної здатності в палеонтології.

## Опис
Єдиний відомий екземпляр цього виду, голотип під номером MCZ PALE-45862, являє собою повністю збережене скам'яніле тіло тварини, дещо згорнуте та зморщене. Довжина тварини складає близько 0,1 мм. Кутикула виглядає гладенькою, зі складками на спинному боці, які, ймовірно, є наслідками зморщування. Очі непомітні; ротовий отвір видний, гладенький, навколоротові придатки, ймовірно, відсутні, ротовий апарат не піддається візуалізації.
Кігтики наявні на всіх кінцівках. На першій-третій парі ніг зовнішній та внутрішній кігтик відносно подібні за розміром, але за формою сильно відрізняються. На четвертій парі ніг кігтики дуже різні за розміром і формою.